# Бреннан, Билл
Билл Бреннан (англ. Bill Brennan, имя при рождении Вильгельм Шенк, англ. Wilhelm Schenck; (23 июня 1893, Луисвилл, Кентукки — 15 июня 1924, Нью-Йорк) — американский профессиональный боксёр, выступавший в тяжёлом весе. За профессиональную карьеру провёл более 60 боёв, многие из них завершив нокаутом, чему обязан прозвищем «Нокаут». Наиболее известен двумя боями (1918 и 1920 годов) против Джека Демпси. Убит мафией в принадлежащем ему спикизи в Нью-Йорке.

## Биография
Некоторые прижизненные публикации называют боксёра уроженцем Ирландии. В действительности, как пишут современные биографы Джека Демпси, настоящее имя Билла Бреннана было Вильгельм (или Уильям) Шенк (нем. Schenck), и он родился в семье выходцев из Германии в Луисвилле (Кентукки), переехав в Чикаго подростком. Его карьера в боксе начиналась в Чикаго одновременно с мировой войной, и из-за отрицательного отношения американской публики к Германии он решил придать своему имени более английский вид, став сначала Биллом Шенксом (англ. Bill Shanks, буквально «Билл Голени»), а позже Биллом Бреннаном. Тогда же получила распространение его вымышленная биография, согласно которой он родился в графстве Мейо и иммигрировал вместе с родителями в ирландские районы Чикаго.
Помимо выступлений на ринге, Билл работал барменом в популярных салунах и кафе Норт-Сайда и был известен как «Нокаут Билл Бреннан, боевой бармен» (англ. K. O. Bill Brennan, the Battling Bartender). «Ирландская» биография и род занятий послужили основанием для слухов о связях Бреннана с чикагской мафией; биограф Демпси Роджер Кан предполагает, что слухи имели под собой и некоторые реальные основания. Кан оговаривается, впрочем, что история о том, как сам Аль Капоне, желавший помочь Бреннану в его встрече с Демпси, подослал к его противнику страстную красотку, чтобы отвлекать его от тренировочного режима, является, вероятно, не более чем городской легендой.
Лучших своих результатов на ринге Бреннан достиг на рубеже второго и третьего десятилетий жизни, зарекомендовав себя как один из лучших бойцов-тяжеловесов с очень мощным ударом. Его первые бои привлекли внимание бывшего боксёра Томми Хенли, в это время занимавшегося местной политикой. Хенли организовал несколько боёв с участием молодого бойца, нокаутировавшего одного противника за другим, но вскоре потерял интерес и передал Шенкса нью-йоркскому промоутеру Лео Флинну. Согласно чикагской газете Herald Examiner, именно Флинн превратил своего подопечного из Шенкса в Бреннана, считая, что эта фамилия звучит более агрессивно.
В 1917 и начале 1918 года Бреннан провёл серию из четырёх боёв против одного из основных претендентов на звание чемпиона мира в полутяжёлом весе Барни (Баттлинга) Левински, закончившуюся суммарной ничьей. После этого он уже сам рассматривался как один из возможных претендентов на титул чемпиона мира в тяжёлом весе, которым на тот момент владел Джесс Уиллард, и его менеджер договорился о матче с менеджером Джека Демпси Томасом Кирнсом. Бой состоялся в феврале 1918 года в Милуоки. Соперники были сложены сходным образом и вели бой в похожей манере, но атаки Демпси были более эффективными. Он сбивал Бреннана с ног четыре раза за второй раунд и дважды за шестой, и в последний раз от его удара соперника развернуло так, что у него треснула щиколотка, после чего он не смог продолжать бой. Кан пишет, что это было первое в карьере Шенкса-Бреннана поражение нокаутом, и оно оставалось единственным вплоть до его повторной встречи с Демпси двумя годами позднее.
Второй бой между Демпси и Бреннаном состоялся в 1920 году, когда Демпси уже был действующим чемпионом мира в тяжёлом весе. Этот матч прошёл 14 декабря в Нью-Йорке на арене «Мэдисон-сквер-гарден» в присутствии почти 17 тысяч зрителей, полностью раскупивших билеты стоимостью от 2,5 до 25 долларов. При взвешивании перед матчем чемпион весил 188 фунтов (85 кг), претендент был на 9 фунтов тяжелее. Во втором раунде апперкот Бреннана, попавший Демпси под нижнюю челюсть, потряс чемпиона. New York Times писала, что Демпси, казалось, был готов упасть и что даже сам Бреннан не ожидал таких последствий своего удара. Его секундная пауза позволила сопернику частично оправиться и перейти в клинч. Пока судья разнимал соперников, Демпси пришёл в себя ещё больше и успешно продержался до конца раунда. Впоследствии чемпион рассказывал, что единственное, что он помнит из следующих четырёх раундов — это крики Кирнса: «Он тебя уделывает, Джек, ты потеряешь титул!» После этого Демпси работал главным образом в корпус Бреннана, изматывая соперника. В десятом раунде удар Бреннана попал в ухо Демпси, которое начало кровоточить, а затем до конца 11-го раунда ещё несколько раз попадал туда же, что, впрочем, не отразилось на ходе боя. В середине 12-го раунда Демпси провёл хук в пресс соперника, а когда тот согнулся от боли, продолжил ударом с левой в грудь и отправил Бреннана в нокаут ударом с правой в голову позади уха. Отсчёт окончился на 57-й секунде второй минуты раунда.
Сборы этого боя составили 208 тысяч долларов, из которых Бреннан получил 35 тысяч. На эти деньги он приобрёл спикизи на 171-й улице в районе Вашингтон-Хайтс (Манхэттен), назвав заведение «Brennan’s Club Tia Juana». Однако он продолжал выступать на ринге ещё три года. Среди его последних соперников был аргентинец Луис Анхель Фирпо, получивший от американской прессы прозвище «Дикий бык пампасов». Победа над Бреннаном нокаутом в 12-раундовом поединке стала для Фирпо первым шагом к известности в США. Свой последний бой на ринге Бреннан провёл в Омахе 7 ноября 1923 года против Билли Миске, нокаутировавшего его в четвёртом раунде.
14 июня 1924 года, меньше чем за неделю до своего 31-го дня рождения, Бреннан был смертельно ранен у входа в свой клуб двумя гангстерами, которые также смертельно ранили бросившегося ему на выручку полицейского Джеймса Каллена. По обвинению в убийстве полиция задержала Терренса О’Нила (известного также как Джеймс Хьюз) и Джозефа Пьоли (известного также как Фрэнк Расси); на суде Пьоли был признан виновным в непреднамеренном убийстве и приговорён к 20 годам тюремного заключения, О’Нил был оправдан. Бреннан оставил после себя жену Мэри, умершую несколько лет спустя, и дочь Мэри Ширли, которой на момент его смерти ещё не исполнилось четырёх лет и которую впоследствии вырастили приёмные родители.